# Compagnia svedese delle Indie occidentali
La Compagnia Svedese delle Indie Occidentali (in svedese: Svenska Västindiska Kompaniet) è stata una società commerciale svedese che si occupava dei commerci con i Caraibi. Tra il 1787 (anno della sua fondazione) ed il 1805 ebbe il monopolio reale su tutti i commerci della colonia svedese di Saint Barthélemy. I tre quarti delle ricchezze ricavate da tasse e dogane andarono alla compagnia mentre il resto al Regno di Svezia per i servigi offerti.

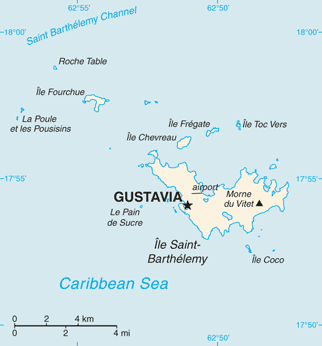
L'isola di Saint Barthélemy

## Fondazione
La compagnia è stata fondata il 31 ottobre 1786 su proposta del Segretario di Stato Johan Liljencrantz attraverso una lettera di privilegio (brevetto) che sarebbe stata applicata dal 1º gennaio 1787 e da 15 anni in poi: la sottoscrizione di azioni è stata fatta da commercianti svedesi. Il re svedese Gustavo III era l'unico azionista più grande con il 10%. La sede principale era a Stoccolma, ma l'attività veniva svolta da Gustavia a Saint-Barthélemy. L'obiettivo era sviluppare il commercio con il Mar dei Caraibi, i resti della Nuova Svezia intorno al Delaware in Nord America. Secondo il regolamento, la compagnia doveva far parte del consiglio e dell'amministrazione della colonia contro il diritto di riscuotere i proventi del commercio, il che significava che entrava ripetutamente in conflitto con il governatore dell'isola. I profitti furono distribuiti in modo che il re ricevesse un quarto e la Compagnia tre quarti. La Compagnia aveva il diritto di intraprendere la tratta degli schiavi tra Africa e Caraibi ai sensi dell'articolo 14: "La Compagnia è libera di impegnarsi nella tratta degli schiavi in Angola e sulla costa africana, ove consentito". Il commercio era basato sul commercio del triangolo: schiavi dall'Africa ai Caraibi, prodotti agricoli come tabacco, cotone e, soprattutto, canna da zucchero verso l'Europa e merci come tessuti, perle di vetro, armi e alcolici in Africa.

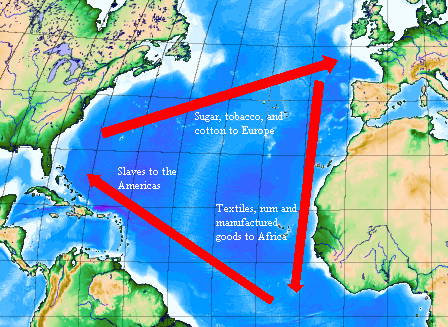
Il triangolo commerciale

## Storia
Gustavia fu dichiarata porto franco nel 1785. Dopo la sua fondazione nel 1787, la compagnia preparò la prima spedizione in Africa. Tuttavia, dovette essere annullato quando scoppiò la guerra russa di Gustavo III nel 1788. Gli uomini d'affari e i funzionari dell'azienda nel frattempo organizzavano il commercio su base privata. Per un certo periodo l'isola divenne un fulcro per la tratta degli schiavi tuttavia, solo una piccola parte degli schiavi fu trasportata da navi svedesi. La quota legata alla tratta svedese della tratta degli schiavi era insignificantemente piccola. Secondo il governo svedese, c'erano circa 50 trasporti di navi di schiavi svedesi tra il XVII e il XIX secolo. Secondo l'indagine più dettagliata fino ad oggi sulla tratta degli schiavi transatlantica, sono stati identificati un totale di 34.941 trasporti di schiavi transatlantici. In questo database ci sono dieci viaggi in cui la nave è registrata come svedese. In quattro di questi viaggi, c'è una registrazione che la nave è progettata in Svezia. Se 50 trasporti di schiavi venivano effettuati da navi svedesi, i trasporti di schiavi svedesi rappresentavano lo 0,14% di tutti i trasporti. Se dieci trasporti di schiavi venivano eseguiti da navi svedesi, i trasporti svedesi rappresentavano lo 0,2 per mille di tutti i trasporti di schiavi. La proporzione di trasporti di schiavi effettuati dalla Svezia è così piccola che non è riportata separatamente nelle raccolte del progetto di ricerca sulla tratta degli schiavi transatlantica. Gli affari peggiorarono nel 1794 e già la società chiese assistenza finanziaria allo Stato svedese. Nel 1801 fu presentata una domanda per un'estensione dei privilegi commerciali, ma gli affari peggiorarono costantemente. Nel 1805, tuttavia, i privilegi dell'azienda furono revocati. I dazi doganali e le altre entrate andavano ora direttamente allo stato svedese e quando fu introdotto questo libero scambio generale, gli anni d'oro dell'azienda erano finiti. Il 22 maggio 1805 la compagnia fu definitivamente sciolta.
| Controllo di autorità | VIAF (EN) 154924839 · LCCN (EN) n94062625 |